# Wohnsgehaig
Wohnsgehaig (oberfränkisch: Wonska bzw. Wohskah) ist ein Gemeindeteil der Gemeinde Mistelgau im Landkreis Bayreuth (Oberfranken, Bayern). Die Gemarkung Wohnsgehaig hat eine Fläche von 3,639 km². Sie ist in 810 Flurstücke aufgeteilt, die eine durchschnittliche Flurstücksfläche von 4492,58 m² haben. In ihr liegen neben dem namensgebenden Ort die Gemeindeteile Äußerer Graben und Schöchleins.

## Geografie
Das Dorf liegt am Fuße der Neubürg (586 m ü. NHN, 0,4 km östlich) am nördlichen Rand der Fränkischen Schweiz. Die Kreisstraße BT 2 führt an Hardt vorbei zur Kreisstraße BT 1 (3,2 km nordwestlich) bzw. nach Löhlitz (3,3 km südwestlich). Eine Gemeindeverbindungsstraße führt an Äußerer Graben und Außerleithen vorbei nach Mengersdorf (2,2 km nordwestlich). Ein Anliegerweg führt nach Schöchleins (0,7 km östlich).

## Geschichte
Der Ort wurde 1475 als „Wanngsgehaw“ erstmals urkundlich erwähnt und dürfte nicht viel früher entstanden sein, da seine Lage am Berghang außerordentlich ungünstig ist. Solche Gegenden wurden in der Regel erst dann urbar gemacht, wenn die günstigen Lagen schon besiedelt waren. Das Bestimmungswort des Ortsnamens ist der Personenname Wān (eine Kurzform von Wanfried), dem Gründer des Ortes. Das Grundwort „gehau“ verweist auf die vorangegangene Rodung. Wohnsgehaig lag bis zum Ende des Alten Reiches im Fraischbezirk des bambergischen Amtes Waischenfeld.
Von 1797 bis 1810 unterstand der Ort dem Justiz- und Kammeramt Bayreuth. Mit dem Gemeindeedikt (frühes 19. Jahrhundert) wurde die Ruralgemeinde Wohnsgehaig gebildet, zu der Äußerer Graben und Schöchleins gehörten. Sie unterstand in Verwaltung und Gerichtsbarkeit dem Landgericht Hollfeld und hatte 1964 eine Gebietsfläche von 3,636 km². 1834 wurde auf dem Gemeindegebiet die Schöchleinsmühle gegründet. 1864 wurde diese nach Volsbach umgemeindet.
Am 1. Juli 1972 wurde Wohnsgehaig im Zuge der Gebietsreform in Bayern in die Gemeinde Mistelgau eingegliedert.

### Einwohnerentwicklung
Gemeinde Wohnsgehaig
| Jahr      | 1840   | 1852   | 1855   | 1861   | 1867   | 1871   | 1875   | 1880   | 1885   | 1890   | 1895   | 1900   | 1905   | 1910   | 1919   | 1925   | 1933   | 1939   | 1946   | 1950   | 1952   | 1961  | 1970   |
| Einwohner | 389    | 406    | 421    | 411    | 457    | 460    | 445    | 443    | 428    | 371    | 319    | 296    | 288    | 288    | 310    | 294    | 283    | 258    | 294    | 273    | 243    | 225   | 233    |
| Häuser    |        |        |        |        |        | 60     |        |        | 58     |        |        | 61     |        |        |        | 58     |        |        |        | 51     |        | 55    |        |
| Quelle    | [ 14 ] | [ 14 ] | [ 14 ] | [ 15 ] | [ 14 ] | [ 16 ] | [ 14 ] | [ 14 ] | [ 17 ] | [ 14 ] | [ 14 ] | [ 18 ] | [ 14 ] | [ 14 ] | [ 14 ] | [ 19 ] | [ 14 ] | [ 14 ] | [ 14 ] | [ 20 ] | [ 14 ] | [ 9 ] | [ 21 ] |

Gemeindeteil Wohnsgehaig
| Jahr      | 001826 | 001861 | 001871 | 001885 | 001900 | 001925 | 001950 | 001961 | 001970 | 001987 |
| Einwohner | 100    | 386    | 436    | 407    | 272    | 275    | 249    | 209    | 219    | 179    |
| Häuser    |        |        |        | 55     | 58     | 54     | 48     | 51     |        | 55     |
| Quelle    | [ 22 ] | [ 15 ] | [ 16 ] | [ 17 ] | [ 18 ] | [ 19 ] | [ 20 ] | [ 9 ]  | [ 21 ] | [ 1 ]  |

## Religion
Die Protestanten sind nach St. Otto (Mengersdorf) gepfarrt, die Katholiken nach St. Martin (Nankendorf).